# Tiếng Raute
Tiếng Raute là một ngôn ngữ Hán-Tạng hiện diện ở huyện Dadeldhura, Mahakali, Nepal. Một số người Raute là dân du mục.
Tiếng Raute có một số tên gọi khác gồm Boto boli, Khamchi, Raji, Rajwar, Ra’te, Rautya, Rautye (theo Ethnologue).